# دريا دي ماتو
دريا دي ماتو (Drea de Matteo ؛ ولدت في 19 يناير 1972) هي ممثلة أميركية حائزة على جائزة إيمي، معروفة بأدورها كدور أدرينانا لا سرفا على تلفاز هوم بكس أوفيس في مسلسل السوبرانوز، وكأخت جوي ترابياني جينا في مسلسل هيئة الإذاعة الوطنية جوي.

## وصلات خارجية
- دريا دي ماتو على موقع IMDb (الإنجليزية)
- دريا دي ماتو على موقع روتن توميتوز (الإنجليزية)
- دريا دي ماتو على موقع ألو سيني (الفرنسية)
- دريا دي ماتو على موقع أول موفي (الإنجليزية)
- دريا دي ماتو على موقع قاعدة بيانات الأفلام السويدية (السويدية)
- دريا دي ماتو على موقع إن إن دي بي (الإنجليزية)
- دريا دي ماتو على موقع قاعدة بيانات الفيلم (الإنجليزية)
- دريا دي ماتو على موقع ليتربوكسد (الإنجليزية)
- دريا دي ماتو على موقع كينوبويسك (الروسية)